# Ростислав Владимирович (князь овручский)
Ростислав Владимирович (?—после 1242) — сын Владимира Рюриковича. Князь Овручский (1223—1240).
Ростислав княжил в Овруче, родовом владении своего отца и деда, с момента гибели своего дяди Мстислава Киевского в битве на Калке (1223) и перехода Владимира Рюриковича на киевское княжение. Ростислав упоминается в летописи всего дважды. Первый раз под 1234 годом, когда прибыл от отца из Киева в Галич к Даниилу Романовичу с дипломатической миссией, после чего Даниил предпринял поход на Чернигов против Михаила Всеволодовича. Владимир Рюрикович умер в 1239 году в день взятия монголами Переяславля (3 марта). В период монгольского нашествия на южнорусские земли летопись не освещает роль Ростислава, сообщая только, что ему удалось уцелеть, и в 1242 году он приехал к Даниилу в Холм, после чего в источниках не упоминается.
Жена Ростислава неизвестна. Возможно, упоминаемый в 1289 году поросский князь Юрий, зависимый от Мстислава Волынского, был сыном Ростислава.